# Trịnh Lâm Ngân
Trịnh Lâm Ngân là một nhóm ba nhạc sĩ thành lập năm 1962 và hoạt động đến năm 1975, tên nhóm lấy từ hai từ cuối  của nghệ danh hai nhạc sĩ sáng tác nhạc gồm: Trần Trịnh và Nhật Ngân và lót vào giữa từ "Lâm" là tên của người bạn của họ (Lâm Đệ). Những sáng tác tiêu biểu của nhóm là Cám ơn, Lính xa nhà, Mùa xuân của mẹ, Người tình và quê hương, Qua cơn mê, Xuân này con không về, Yêu một mình...

## Thành viên

### Trần Trịnh
Một nhạc sĩ có sáng tác đầu tay từ giữa thập niên 1950. Ngoài ra, ông còn có vài sáng tác riêng nổi bật như Lệ đá, Độc huyền, Nhớ về một mùa xuân.

### Lâm Đệ
Con trai của chủ hãng đĩa Sóng Nhạc. Do Lâm Đệ không thường xuyên sáng tác nên thông tin về ông vẫn còn thưa thớt. 

### Nhật Ngân
Một nhạc sĩ với khá nhiều sáng tác chủ đề trữ tình và chinh chiến trước năm 1975. Sau này thì nổi tiếng với việc viết nhạc ngoại lời Việt ở hải ngoại.

## Tác phẩm
- Bao giờ ta gặp lại ta
- Chiều qua phà Hậu Giang (2002)
- Cho mẹ cho em
- Cuộc tình bể dâu (1996)
- Em vẫn hoài yêu anh
- Gánh hát qua làng
- Gặp nhau trên phố (1969)
- Hai trái tim vàng (1970)
- Hát cho mai sau (1969)
- Hát làm quen
- Hồn trinh nữ (thơ Nguyễn Bính)
- Làm quen với lính
- Lính xa nhà (1968)
- Lửa mùa hạ
- Mắt xanh con gái (1971)
- Mùa xuân của mẹ (1969)
- Nghiêng nón
- Người tình và quê hương (1970)
- Người tình và mùa thu
- Nỗi lòng mùa xuân
- Qua cơn mê (Trần Trịnh & Nhật Ngân, 1971)
- Thư xuân trên rừng cao (1971)
- Thương mấy cho vừa
- Tiếng hát nửa đêm (1969)
- Tuổi xuân con gái
- Trời Huế vào thu chưa em
- Xin làm chim rừng núi (1968)
- Xuân này con không về (1969)
- Yêu một mình (1970)